# Nagyszőlős

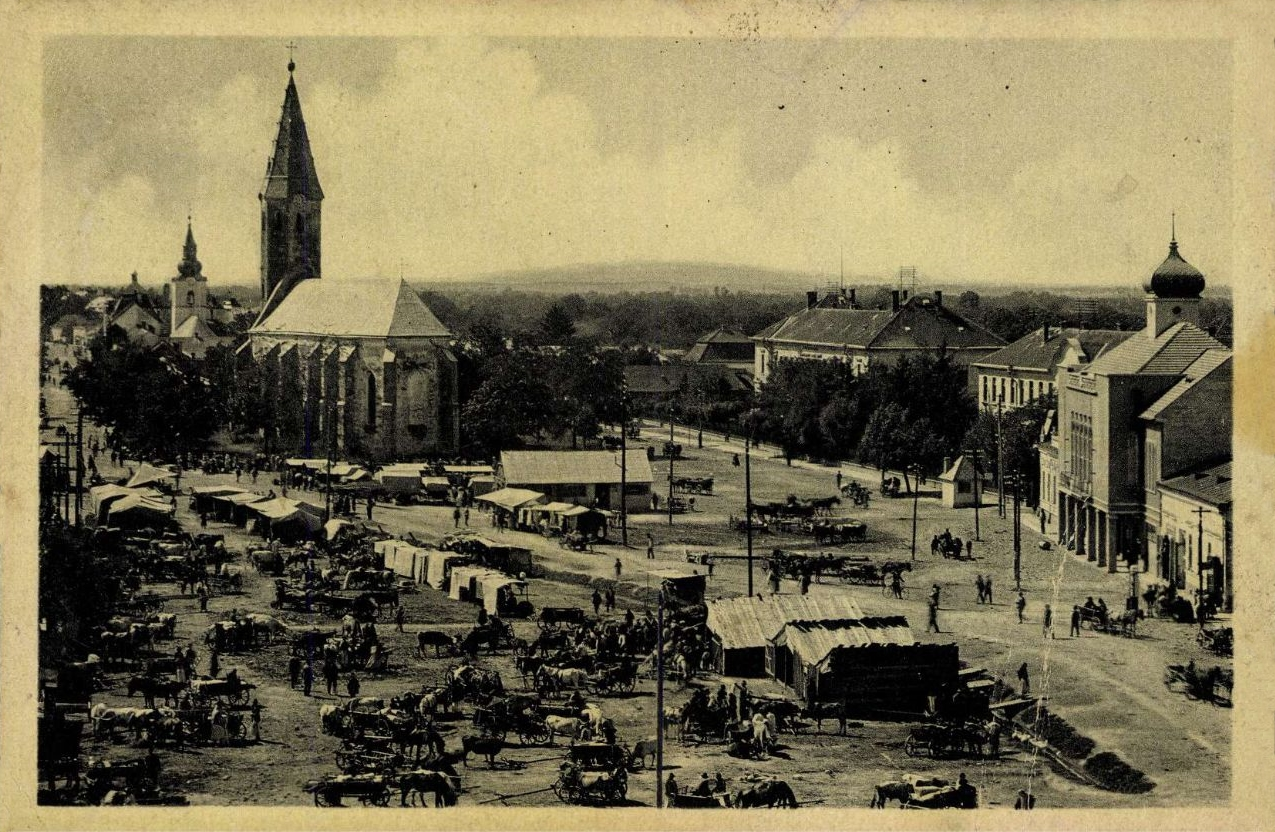
Az egykori főtér

Nagyszőlős (ukránul Виноградів Vinohragyiv, oroszul Виноградов Vinogradov, románul Seleuşu Mare, ruszinul Cивлюш Szivljus, jiddisül סעליש Széles/Szélis) város Ukrajnában, Kárpátalján, a Beregszászi járásban. Ma 24 275 lakosának 14%-a (3400 fő) magyar.

## Fekvése

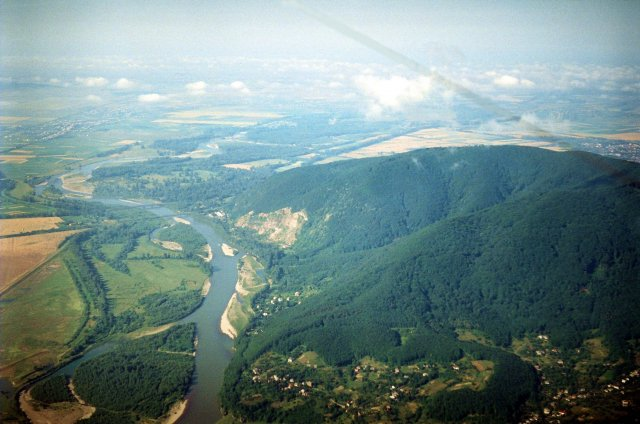
A Fekete-hegy

Kárpátalja déli részén, a Keleti-Kárpátok belső vulkáni övezete alatt, a Kárpátaljai alföldön, a Tisza jobb oldalán, a Fekete-hegy nyugati lábánál (570 m tengerszint feletti magasságban) fekszik. Ungvártól 108 km, Beregszásztól 35 km távolságra van.

## Nevének eredete
Nevét a város feletti Fekete-hegy déli oldalán levő szőlőültetvényekről kapta, a terület kiváló szőlőtermőhely. Tekintettel arra, hogy 1953-ban változott a szöllő szavunk szőlőre, 20. század eleji magyar neve Nagy-Szőllős, míg ruszin neve Szevljus, jiddis neve Széles vagy Szélis volt.

## Története
1262-ben Zceuleus néven említik először. Ugocsa vármegye egyik legrégibb települése, első lakói valószínűleg királyi vincellérek voltak. A település kezdetben szabad királyi város volt, mely már 1262-ben kiváltságlevelet kapott Árpád-házi IV. Bélától, 1329-ben pedig az Anjou-dinasztiából származó Károly Róbert adományozott gazdasági és kereskedelmi előjogokat a helységnek.  Azonban a 14. század végére – elveszítve kiváltságait – földesúri hatalom alá került.
A Fekete-hegyen már a honfoglalás után kisebb erődítményt emeltek eleink, hogy védje a vidéket a besenyő betörések ellen, ám ez később elenyészett. 1308-ban azután Károly Róbert engedélyt adott Borsa Bekének a várépítésre, aki hamarosan fel is húzatta az erősség falait. Testvére, Borsa Kopasz, a tiszántúli kiskirály azonban összeesküvést szőtt az oligarchák uralmát megtörő uralkodó ellen, aki ezért keményen fellépett a Borsa családdal szemben, s egyebek mellett 1315-ben megostromolta, bevette és leromboltatta a nagyszőlősi várat, melyet viszont hamarosan újjáépített, és feleségének, Mária királynénak adományozott. A királyi hitves halála után azonban az erősség az enyészeté lett. Évtizedek teltek el, mire I. Zsigmond 1399-ben várépítési engedélyt adott Perényi Péternek, aki a törökök ellen vívott nikápolyi csatában mutatott vitézségéért ugyanebben az esztendőben királyi adományként megkapta Nagyszőlős városát.
A Tisza mentén futó Só-utat védő Ugocsavár azonban nem lett hosszú életű erődítmény, 1557-ben ugyanis a királyi Magyarországot uraló Habsburgok és az Erdélyi Fejedelemség között dúló háború során lerombolták. Azóta rom.
1717-ben a betörő tatárok csaknem egész lakosságát kipusztították. 1880-ra már 4400 körülire emelkedett a lakossága, 1881-ben polgári iskolája nyílt.
1910-ben 7811 lakosából 5943 magyar, 1266 ruszin és 540 német vagy jiddis anyanyelvű, illetve 3311 görögkatolikus, 2237 izraelita és 1124 református volt. A trianoni békeszerződésig és 1939–1944 között
Ugocsa vármegye székhelye volt.
1944. május végén három szerelvénnyel 9840 zsidó állampolgárt deportáltak magyar csendőrök a város pályaudvaráról Auschwitzba (köztük a város lakosságának 32%-át), akiknek 95%-a pusztult el, majd év végén a maradék magyar férfilakosságot az oroszok, akiknek 70%-uk pusztult el.
2020-ig a a Nagyszőlősi járás székhelye volt.

## Népesség
2001-ben a lakosság elérte a 25 383 főt. Közülük 80,84% ukránnak és ruszinnak, 14,31% magyarnak, 3,54% orosznak vallotta magát, a maradék 1,31% nem nyilatkozott. 20 846 fő (82,13%) vallotta anyanyelvét ukránnak és ruszinnak, 3 436 fő (13,54%) magyarnak, 970 fő (3,81%) orosznak, 131 fő (0,51%) egyéb.

## Közlekedés
A települést érinti a Bátyú–Királyháza–Taracköz–Aknaszlatina-vasútvonal.

## Ipar
A város egyik legnagyobb munkaadója a Gentherm.

## Látnivalók

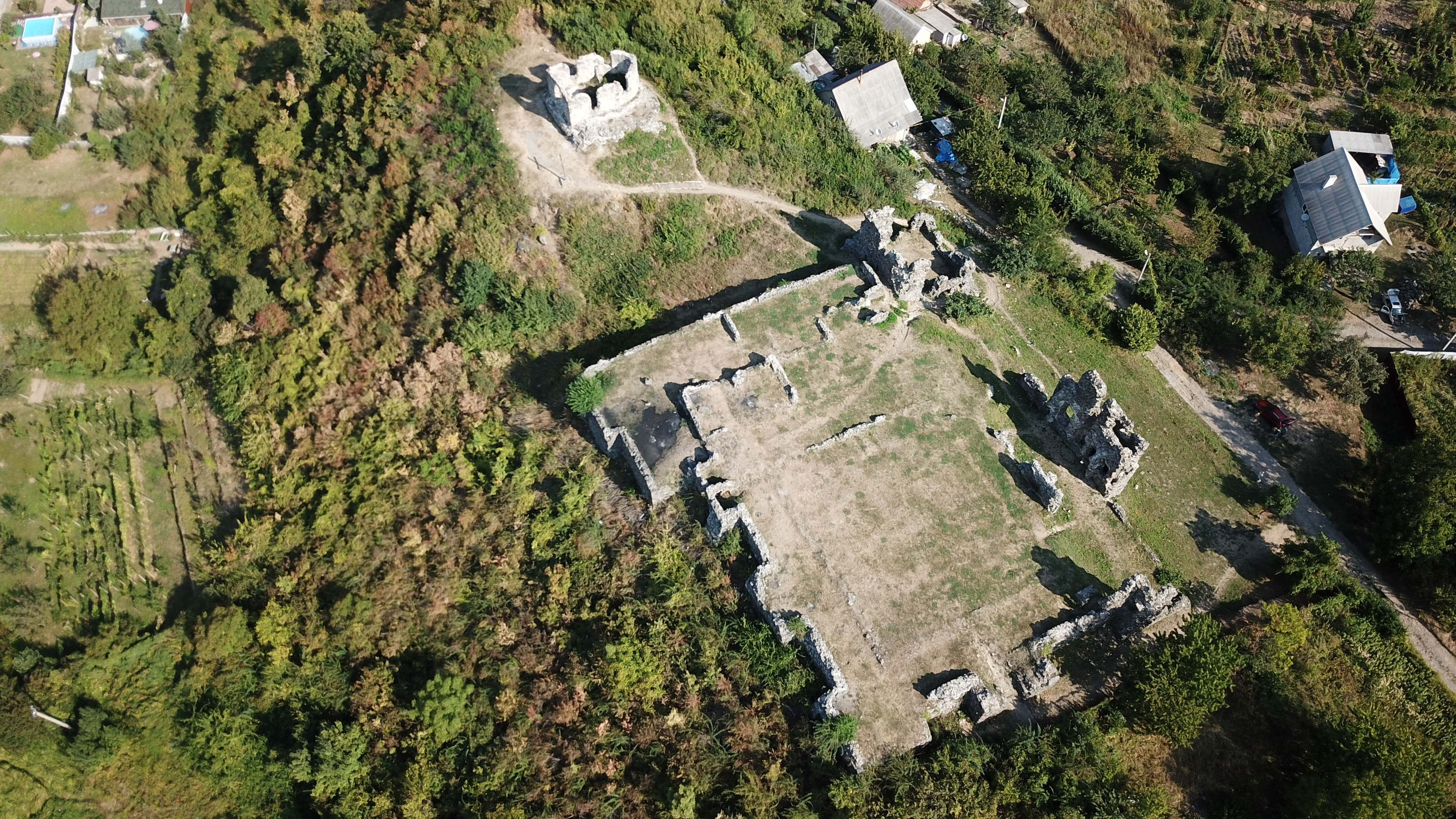
A Nagyszőlősi Kankó vár romjai

- A város feletti Fekete-hegy sziklateraszán állnak a 13. századi Ugocsavár romjai, melyet 1308-ban említenek először. 1315-ben Károly Róbert király megostromolta és leromboltatta. A területet a 15. században a ferencesek kapták meg, akik erős kolostort építettek az egykori vár mellé. Ez 1558-ban néptelenedett el. A romokat a nép Kankó-várnak nevezi valószínűleg a barátok kalikóból szőtt durva csuhája alapján. A várromtól délre 14. századi kis kápolna áll.
- Későbbi várát 1399-ben a Perényiek kezdték építeni, helyén ma a barokk Perényi-kastély áll. A kastélyt 1573-ban említik először, a 17. és 18. században barokk stílusban építették át.
- Mai barokk ferences temploma és kolostora 1744-ben épült, 1889-ben átépítették.
- Nagyboldogasszony temploma a 13. században épült, a 15. században gótikus stílusban átépítették, a 20. század elején helyreállították. 1945 után berendezése elpusztult, csak 1989-ben lett újra az egyházé.
- Ferences kolostorát a 15. században alapították. 1556-ban a reformátussá lett helyiek a kolostort megrohanták, a szerzeteseket megölték, Kapisztrán Szent János Újlakról ide hozott testét kútba dobták. A ferenceseket 1668-ban a Perényiek hívták vissza, de a kolostor 1747-ben leégett. Mai épülete 1889-ben épült.
- Református temploma 1828-ban épült klasszicista stílusban.
- A volt vármegyeháza előtt áll Perényi Zsigmond 1906-ban a főtéren felavatott, majd 1991-ben ide helyreállított szobra. Az épületben ma magyar középiskola működik, mely a nevét viseli.

## Híres emberek
- A kastéllyal szemben levő házban lakott Bartók Béla 1889 és 1892 között, édesanyja itt volt tanítónő. 1892-ben itt a vármegyeházán lépett fel először saját szerzeményével.
- Itt született 1789-ben Csorba József orvos, Somogy megye főorvosa, az MTA levelező tagja (1832).
- Itt született Majos János kuruc kapitány.
- Itt született 1827-ben Dancs Lajos az 1848-49-es magyar szabadságharc kapitánya.
- Itt született 1859-ben Révész Imre festőművész (aki itt a temetőben is nyugszik).
- Itt született 1877-ben Nagy Endre író, színigazgató.
- Itt született  1888. december 13.–án Obermayer Ernő vegyészmérnök,  mezőgazdász, Kossuth-díjas (1949), az MTA l. tagja.
- Itt született 1888-ban Baranyai Zoltán középiskolai tanár, irodalomtörténész, jogi szakíró.
- Itt született 1894. december 31-én Grassy József magyar honvédtiszt, később a Waffen-SS tisztje.
- Itt született Gegesi Kiss Pál (1900–1993) orvos, gyermekgyógyász, gyermekpszichológus, az MTA tagja.
- Itt született 1904. augusztus 5-én Csáky Mihály (1904-1974) nagybirtokos, csehszlovákiai magyar politikus.
- Itt hunyt el 1923-ban Ráthonyi Ákos, korának népszerű operett- és népszínmű-énekese.
- Itt hunyt el 1942-ben Czabán Samu néptanító.
- Itt született Buskó Iván (1969-) képviselő, politikus
- Itt született 1972-ben Szocska A. Ábel nyíregyházi megyéspüspök.

## Testvérvárosai
- Fehérgyarmat, Magyarország
- Nyírbátor, Magyarország
- Dynów, Lengyelország
- Varannó, Szlovákia

## Képek

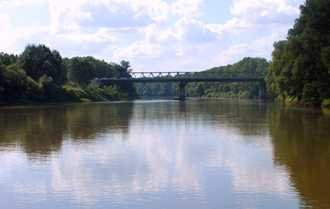
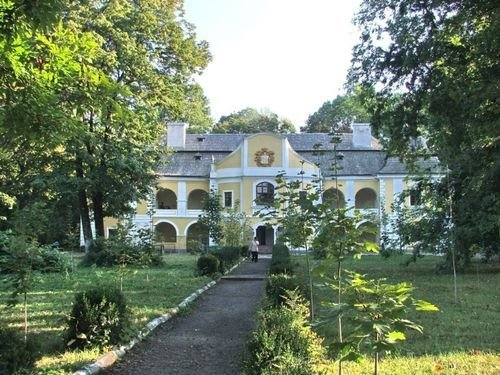
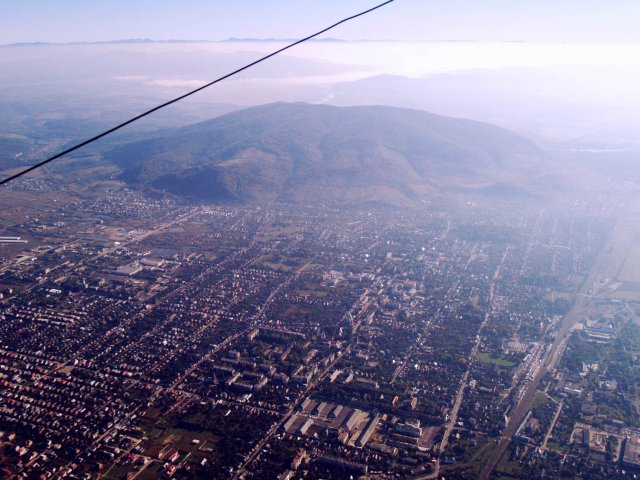
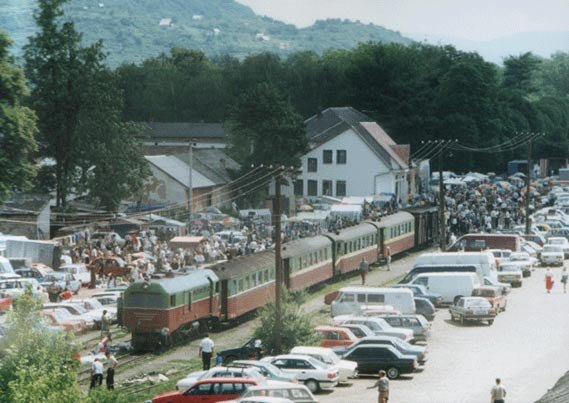
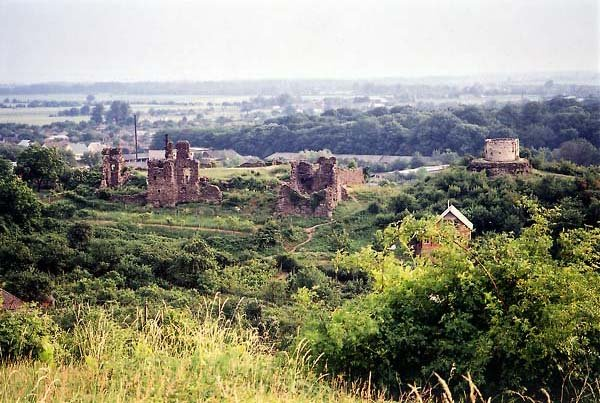